# Sireli Bobo
Isireli Bobo (Ra, 28 de enero de 1976) es un jugador fiyiano de rugby que se desempeña como wing. Anunció que se retirará al finalizar la temporada 2016.

## Selección nacional
Fue convocado a los Flying Fijians en 16 oportunidades entre 2004 y 2013. Marcó nueve tries (45 puntos).

### Participaciones en Copas del Mundo
Bobo solo disputó una Copa del Mundo: Francia 2007 donde los fiyianos llegaron a octavos de final luego de 20 años y por segunda vez en su historia.
| Mundial                       | Sede    | Resultado        | PJ | Tries |
| ----------------------------- | ------- | ---------------- | -- | ----- |
| Copa Mundial de Rugby de 2007 | Francia | Cuartos de final | 2  | 1     |

## Palmarés
- Campeón de la Copa del Rey de Rugby de 2001.
- Campeón de la Pacific Nations Cup de 2004 y 2013.
- Campeón del Top 14 de 2005-06.
- Campeón del Pro D2 de 2008-09.